# Patrick Cham
Patrick Cham (Saint-Claude, 18 maggio 1959) è un ex cestista e allenatore di pallacanestro francese.

## Carriera
Con la Francia ha disputato i Giochi olimpici di Los Angeles 1984, i Campionati mondiali del 1986 e quattro edizioni dei Campionati europei (1981, 1985, 1987, 1989).